# Подводница К-19
„К-19“ е съветска атомна подводница по проекта 658. Тя е първата съветска подводница, оборудвана с балистични ракети, първият съветски атомен ракетоносец.
Нейният строеж започва на 17 октомври 1958 г. и завършва на 8 април 1959 г. Изведена е от експлоатация през 1990 г.
„К-19“ претърпява няколко аварии, заради което носи прозвището Хирошима. На 4 юли 1961 г. на 70 морски мили от остров Ян Майен става авария с реактор, довел до облъчване на екипажа с радиация. 9 членове на екипажа (3 офицери, 3 старшини, 3 матроси) загиват – 8 души умират в рамките на седмица, а капитанът – седмица след тях.

## Характеристики
- Дължина: 114 m
- Най-голяма ширина: 9,2 m
- Газене: 7,5 m
- Водоизместване: 4030 m³ (надводно положение), 5300 m³ (подводно положение)
- Работна дълбочина: 240 m
- Пределна дълбочина: 300 m
- Пределна скорост: 26 възела (подводно), 18 възела (надводно)
- Автономност: 30 дена
- Екипаж: 125 офицери и моряци

## Авария
Съветската атомна подводница К-19 под командването на капитан I ранг Затеев след завършване на сложен етап от учението „Полярен кръг“ преминава в нов район на Северния Атлантик. Предстои пуск на балистична ракета под арктическия лед. Всички механизми са в норма и бойното дежурство върви по план. Към 4 часа и 15 минути се включва аварийната защита на левия реактор. Уредите показват рязко спадане на налягането в първия контур на реактора до нула. В резултат на това блокира и системата обезпечаваща циркулацията на топлоносителя в първия контур. Въпреки че теоретически са предвидени да се случат, инструкция за противодействие на инцидент от този род не е била разработена. Инструкцията препоръчвала да се свалят топлоотделящите елементи преминаващи в активната зона на водата охлаждаща реактора. Сложността идва от това, че този модел реактори нямали за тази цел специални системи и устройства.
Командният състав на подводницата взема решение да се използва нещатната система за охлаждане използвайки за целта бордовия запас от прясна вода. След 2 часа повредата била отстранена, но на голяма цена. Нито един член на екипажа не избягва от радиацията. Корабния лекар А. Косач и началникът на химическата служба на подводницата майор Вахромеев попадат в извънредна ситуация. С такава обстановка и с такива болни те се срещат за първи път. Два пъти през това време възниква пожар в реактора, образува се облак от пара в реакторния отсек. Поради разлятата при аварията радиационна вода тръбите на реактора се превръщат в опасен източник на радиация. Моряците, които не са заети със спасителните работи са изкарани на горната палуба.
Положението допълнително се усложнява с повредената антена на радиостанцията. Оказва се, че при дългото плаване и форсирането на ледените блокове тя е счупена и подводницата остава без свръзка с брега. Освен това подводницата се намира в пуст район на океана на 500 мили от базата. Командирът взема решение да поеме курс за сближаване с други кораби от района на учението. С помощта на предавател с малък обхват връзката с тях се осъществява. Рискът подводниците да излязат от района на учението никак не бил малък, но се оправдал. На аварийния сигнал се отзовали командирите на 2 дизелови подводници – С-270 и С-159.
На своя отговорност и без разрешение от бреговото командване капитан 3 ранг Жан Свербилов незабавно напуска района на учебното занятие и се насочва към бедстващата подводницата в условията на заформяща се буря. На приближилата се С-270 с трудност евакуират болните и свободните от наряд моряци. В това време от брега пристигат радиограми. Бреговото командване дава съвети, на облъчените моряци да се дават плодове, сокове, зеленчуци, но нито едното, нито другото, нито третото е в наличност на борда. Предпоследната радиограма на Затеев към брега е с молба личния състав да напусне авариралата подводница, но не получава отговор.
Разбирайки, че разрешение няма да получи, а да остава още на К-19 е безразсъдство, Затеев заповядал цялостна евакуация на своя екипаж. В дневника на дизеловата лодка е записано предложението на капитан Затеев да се подготвят 2 бойни торпеда за потапяне на атомната подводница, ако тя бъде подложена на опити за проникване от „неканени“ чуждестранни представители.
При разследването на специалната правителствена комисия нередности в действията на екипажа и командира не били открити. Комисията установила, че причината е дребна на пръв поглед повреда – нарушена връзка между две тръби в първи контур на реактора. Заварката явно била направена некачествено. Отронило се малко парче метал, поради високата температура и налягане и се образувала пукнатина. Тогава в началото на атомната ера никой не предполага колко голяма е опасността за хората, за околната среда, ако реакторът експлодира. Разбират го по-късно, когато света узнава за Чернобил.
Всички следващи подводници са снабдени със системи за аварийно охлаждане на реактора. Много матроси, старшини и офицери са наградени с медали, някои от тях посмъртно.
За саможертвата на екипажа е създаден американски игрален филм, но не и съветски или постсъветски.